# Pomacea bridgesii
Pomacea bridgesii es una especie de molusco gasterópodo dulceacuícola que integra el género Pomacea de la familia Ampullariidae. Es denominado comúnmente caracol manzana o ampularia. Habita en ambientes acuáticos en regiones cálidas del centro de América del Sur. El taxón que bajo este nombre científico es comercializado en tiendas de acuarismo no es esta especie, es: Pomacea diffusa, el cual era tratada como una subespecie de este taxón hasta que, sobre la base de estudios genéticos, fue elevada a especie plena. 

Juvenil

## Distribución y hábitat
La distribución de esta especie comprende ambientes acuáticos con aguas estancadas o lénticas, en regiones cálidas del centro-norte de América del Sur, siendo endémico de Río Grande, en el río Reyes, en departamento del Beni, Bolivia.  
Si bien fue repetidamente citado por otras localidades de Sudamericanas y como especie invasiva en todo el mundo, dichas referencias deben ser asignadas a la especie afín: Pomacea diffusa.

## Taxonomía y características
Pomacea bridgesii fue descrita originalmente en el año 1856 por el malacólogo Lovell Augustus Reeve. Se la incluye en el subgénero Pomacea.
A este taxón se lo consideraba dividido en 2 subespecies: Pomacea bridgesii bridgesii (Reeve, 1856) y Pomacea bridgesii diffusa (Blume, 1957), taxón que habita en casi toda la cuenca del Amazonas.
Estudios genéticos demostraron que en realidad se trata de dos especies plenas, por lo que la especie pasó a ser monotípica.
Características
Pomacea bridgesii se diferencia de Pomacea diffusa por ser un caracol bastante grande (con alturas de la concha de 65 mm o más), mientras que esta última es mucho más pequeña, con la aguja más pronunciada y una concha de coloración más oscura. 
El opérculo se pueda recoger en la apertura, y es moderadamente córneo y grueso, de coloración marrón en tonos que varían del oscuro al claro.
Posee dos tipos de respiración: el sistema de respiración branquial, situado en el costado derecho de su cuerpo, comparable a las agallas de los peces, el que le es útil para respirar mientras está sumergidos; además, en el costado izquierdo, cuenta con un pulmón para la respiración aérea. Esta combinación de branquia y pulmón expande los nichos ecológicos que puede explotar, al permitirle habitar en aguas pobres en oxígeno como lagunas de poca profundidad o charcas.
Para reducir la vulnerabilidad al ataque de aves especializadas en su predación, cuenta con una adaptación, el sifón tubular, empleado para la respiración aérea durante la inmersión, permitiendo al animal recargar su pulmón con oxígeno manteniendo su concha a una profundidad adecuada, lo que facilita que pase desapercibida.

## Biología y ecología
Para sobrevivir al periodo de condiciones adversas que se produce en la estación seca estival, esta especie ha desarrollado la capacidad de estivar. Mediante este mecanismo el ejemplar se retrae dentro de sus concha, sellando su interior fuertemente con el opérculo, acompañado por una disminución al mínimo de todas sus funciones corporales. En esta condición pueden permanecer de 4 a 5 meses hasta que vuelva la temporada lluviosa.
Comportamiento
Es un caracol moderadamente anfibio. Durante el día permanece relativamente inactivo, generalmente en el fondo. Durante la noche presenta la mayor actividad.

### Reproducción
Posee sexos separados; la cópula se lleva a cabo en el agua, durante la temporada de lluvia. La ovoposición se produce poco después del apareamiento; la hembra sale del agua y adhiere a la vegetación acuática o troncos expuestos al sol masas gelatinosas de huevos de coloración en tonos rosados y en número variable, los que cuentan con una protección calcárea. Esta característica evita la depredación de los mismos por peces y otros animales acuáticos. El diámetro del huevo se encuentra entre los 2,2 a los 3,5 mm. Las posturas totalizan entre 200 a 600 huevos. Los nuevos caracolitos apenas nacen caen al agua.

### Dieta y predadores
No hay referencias pero sobre la base de su relación con P. diffusa, podría ser también principalmente alguívoro - detritivoro. 

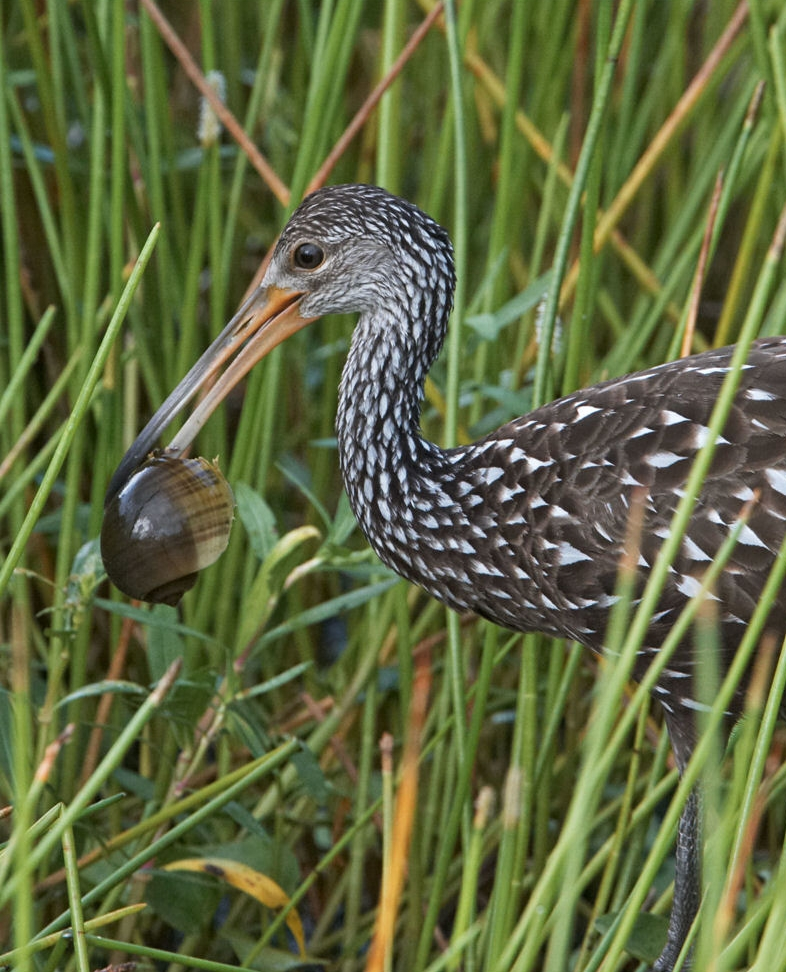
El carao (Aramus guarauna) es uno de los controladores naturales de esta especie de caracol.

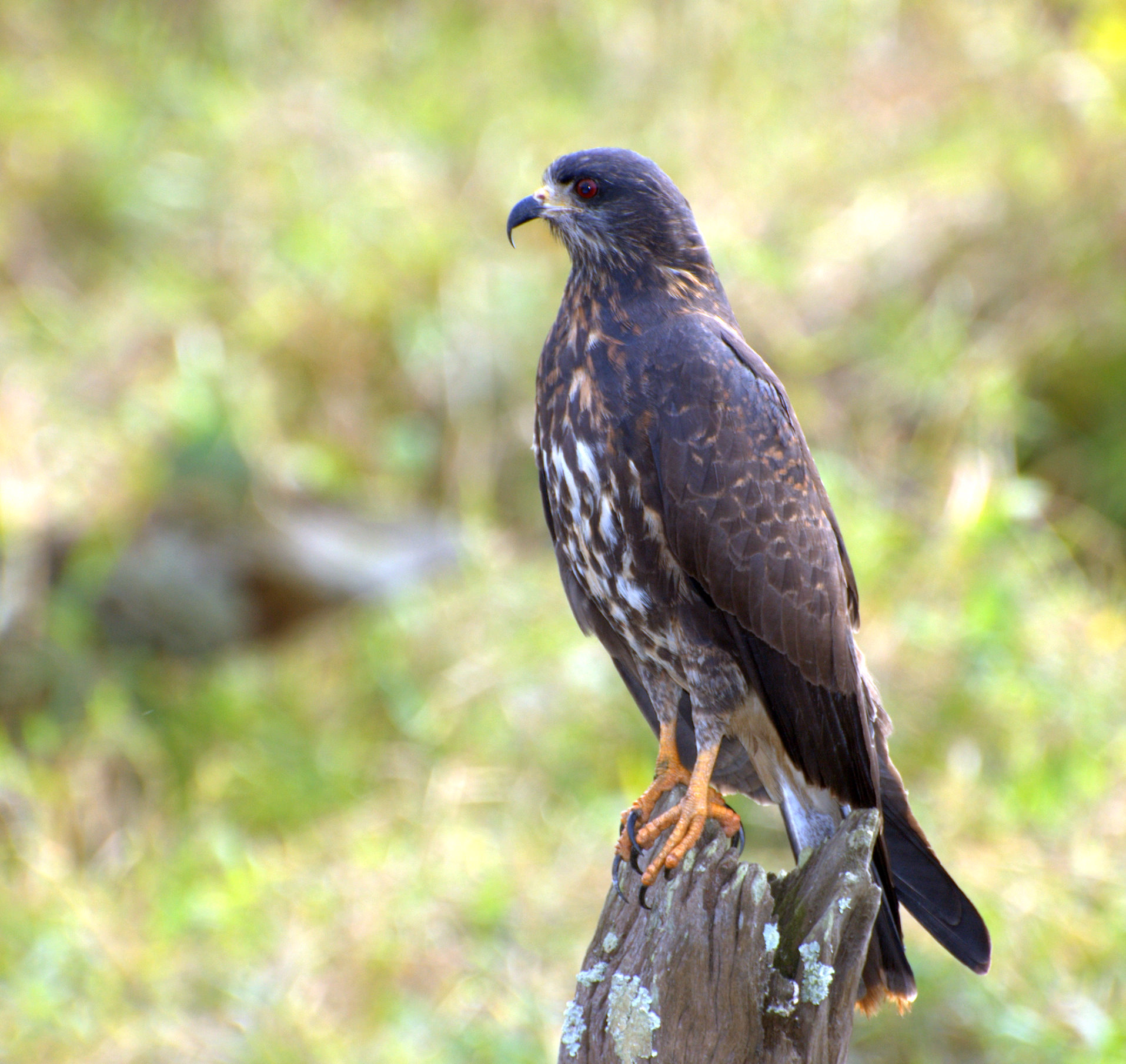
El gavilán carcolero (Rostrhamus sociabilis) es uno de los controladores naturales de esta especie de caracol.

Existen dos especies de aves que prácticamente solo se alimentan de caracoles de este género. Una de ellas es el gavilán carcolero (Rostrhamus sociabilis), el cual ha desarrollado un pico con un específico gancho apical el cual permite que pueda ser introducido entre el opérculo y la concha, de este modo el animal logra desprender entero el cuerpo del caracol, desechando las conchas intactas, las cuales se van acumulando al pie de sus apostaderos más habituales. La otra especie es el carao (Aramus guarauna), el cual posee una estrategia distinta: su pico no cuenta con el gancho apropiado, pero tiene una estructura fuerte y su extremo cuenta con una forma particularmente adaptada para perforar un sector de la concha, produciendo un orificio por el cual logra introducir en él el pico y extraer entero el cuerpo del caracol, desechando las conchas, las que se diferencian de las descartadas por el gavilán al presentar todas el característico agujero. 
En menor medida también sería capturado por otras especies de aves, además de peces, tortugas acuáticas, mamíferos acuáticos y cocodrílidos.